# Tour della nazionale maschile di rugby a 15 dell'Australia 1976
Tra ottobre e novembre 1976 la nazionale australiana di rugby allenata da Bob Templeton fu impegnata in un tour di un mese in Francia con una puntata in Italia prima del ritorno; il tour prevedeva due test match contro la Francia a Bordeaux e Parigi più sette incontri infrasettimanali contro selezioni locali francesi e, infine, un incontro con l'Italia a Milano cui la federazione australiana non concesse lo status di full international; solo ai giocatori italiani fu riconosciuta la presenza internazionale.
Per l'Australia si trattò di un tour tra i meno fruttuosi della sua storia, con nessuna vittoria nei test match, tre vittorie negli infrasettimanali in Francia e una vittoria di misura in Italia con un solo punto di scarto.

## Il tour
Il primo incontro a Tolone contro una selezione dei comitati di Provenza e Costa Azzurra fu l'anteprima delle difficoltà che gli Wallabies avrebbero affrontato nel corso del tour: davanti a una squadra agguerrita e una temperatura primaverile (26,5 °C) gli australiani, ancora stanchi del volo transcontinentale, riuscirono solo nel finale con un calcio piazzato di McLean a ribaltare il risultato che li vedeva soccombere 15-14.
A Narbona gli australiani pagarono la loro indisciplina: concessero infatti 20 calci di punizione contro solo 3 francesi, e non bastarono due mete a zero a vincere, perché la selezione del Linguadoca andò a segno con cinque piazzati per il 15-13 finale.
Dopo una sconfitta a Clermont-Ferrand contro il comitato dell'Alvernia, giunse una convincente vittoria a Périgueux contro il comitato Périgord-Agenais capitanato da Jacques Fouroux, futuro C.T. francese: la squadra fu regolata con tre mete a zero per un 15-9 totale che avrebbe potuto essere più ampio considerato che la prestazione di giornata di Paul McLean lo vide realizzare solo uno dei sei calci piazzati che indirizzò verso i pali.
L'Australia affrontò il primo test match al Parc Lescure di Bordeaux con il viatico di una sconfitta a Tarbes per 7-16 contro il comitato Armagnac-Bigorre; dopo un veemente inizio della Francia (12-0 con due mete di Bertranne e Paparemborde) l'Australia riuscì a dimezzare lo svantaggio in finale di primo tempo e a pareggiare a metà ripresa, tutto con 12 punti di McLean al piede; una nuova meta francese riportò a 6 punti il distacco e McLean di nuovo riportò gli Wallabies sotto di 3 punti con un piazzato, ma non bastò per pareggiare; la troppa indisciplina in campo costò loro la sconfitta.
Prima del secondo test a Parigi, gli australiani vennero a capo di un match spigoloso alla Rochelle contro il comitato Poitou-Charente, vincendo 12-6 con due mete di John Ryan nel primo tempo.
Al Parco dei Principi la buona impressione lasciata a Bordeaux nel primo test match fu cancellata dalla brusca sconfitta per 6-34 a opera dei Bleus: mai in partita, gli australiani provarono a rimanere aggrappati all'incontro nel primo tempo, chiuso solo in svantaggio di 10 punti 6-16 grazie ancora a McLean che marcò due piazzati, ma quattro mete francesi in meno di un quarto d'ora nella ripresa portarono il passivo a -28, all'epoca il peggiore di sempre contro la Francia e la seconda peggior sconfitta dopo il 3-38 subito nella Bledisloe Cup 1972 contro la Nuova Zelanda.
Lasciata la Francia con sei sconfitte in nove incontri, delle quali due su due nei test match, la squadra affrontò la sua ultima tappa del tour in Italia per l'incontro all'Arena Civica di Milano contro una nazionale azzurra al suo primo appuntamento di sempre contro una delle tre grandi dell'Emisfero Sud
Sotto una pioggia battente e con un pallone impossibile da gestire, l'Italia riuscì a limitare il passivo e a contenere gli australiani, alfine vincitore per 16-15 con un risultato che la stampa nazionale giudicò insoddisfacente e insufficiente a generare trionfalismo.
In particolare, il Canberra Times evidenziò il fatto che, indipendentemente dal terreno e dalle condizioni meteorologiche, una squadra come l'Australia avrebbe dovuto battere l'Italia con uno scarto ben maggiore di un solo punto che, all'epoca, rappresentò la miglior sconfitta di sempre degli Azzurri in un incontro internazionale contro una selezione appartenente all'International Rugby Football Board.

## Risultati

### Itest match
| Arbitro: | Alan Hosie |

|                                   |      |            |
| Bertranne R. Paparemborde Cholley | mt   |            |
| Droitecourt (3)                   | tr   |            |
|                                   | c.p. | McLean (4) |
|                                   | drop | McLean     |

| Arbitro: | Joseph Meirion |

|                                                |      |            |
| Harize Averous Bertranne Aguirre Rives Cholley | mt   |            |
| Aguirre (2)                                    | tr   |            |
| Aguirre                                        | c.p. | McLean (2) |
| Astre                                          | drop |            |

### Gli altri incontri
| Tolone 6 ottobre 1976 | Provenza-Costa Azzurra | 15 – 17 | Australia XV | Stadio Mayol |

| Arbitro: | André Tuffou |

|           |      |                   |
|           | mt   | G. Shaw Hindmarsh |
|           | tr   | McLean            |
| Mérou (5) | c.p. | McLean            |

| Clermont-Ferrand 13 ottobre 1976 | Alvernia | 10 – 6 | Australia XV | Stadio Marcel Michelin |

| Périgueux 17 ottobre 1976                        | Périgord-Agenais | 9 – 15                  | Australia XV | Stadio Francis Rongiéras |
| mt Eisenhauer Wright Crowe Rauau (3) c.p. McLean |                  |                         |              |                          |
|                                                  |                  |                         |              |                          |
|                                                  | mt               | Eisenhauer Wright Crowe |              |                          |
| Rauau (3)                                        | c.p.             | McLean                  |              |                          |

| Tarbes 20 ottobre 1976 | Armagnac-Bigorre | 16 – 7 | Australia XV | Stadio Maurice Trélut |

| La Rochelle 26 ottobre 1976 | Poitou-Charente | 6 – 12     | Australia XV | Stadio Marcel Deflandre |
| mt Ryan (2) tr McLean (2)   |                 |            |              |                         |
|                             |                 |            |              |                         |
|                             | mt              | Ryan (2)   |              |                         |
|                             | tr              | McLean (2) |              |                         |

| Bourg-en-Bresse 1º novembre 1976 | Selezione francese | 25 – 7 | Australia XV | Stadio Marcel Verchère |

| Arbitro: | Bruno Tavelli |

|                    |      |                              |
| 33’ Manni          | mt   | 4’ Crowe 39’ Loane 49’ Butch |
| 33’ Ponzi          | tr   | 39’, 49’ McLean              |
| 2’, 55’, 61’ Ponzi | c.p. |                              |